# Акушерство
Акушерството (от френски: accoucher – раждам) е медико-биологична наука за бременността, раждането и отглеждането на новородени и медицинска специалност.
Тя изучава: оплождането, бременността и раждането; устройството, функциите и заболяванията на женската полова система през периода на бременност, раждане и кърмене; болестите по новородени и заболяванията на млечната жлеза.
Основната цел на акушерството е да изнамира и да прилага все по-успешни начини за съхраняване и предпазване на здравето на жената и плода по време на бременността, раждането и кърменето.

## История
Има сведенияя, че акушерството е познато 5 хилядолетия преди новата ера. Соран през II век е първият, който се специализира в акушерството. Леонардо да Винчи прави първите анатомични изследвания на матката на бременна жена. Уилям Харви пише първата книга на английски език за акушерството.
В началото на XX век е основана акушеро-гинекологичната болница „Майчин дом“ в България. За пръв ръководител е избран видният руски академик Георги Ермолаевич Рейн.